# 청중로 (부평구)
청중로(Cheongjung-ro)는 인천광역시 부평구에 있는 도로로, 총 연장은 1.139km이다. 도로의 명칭이 유래된 것은 행정구역명(청천동)과 위치(中)적인 특성을 이용하여 명명되었다.

## 역사
- 2009년 10월 19일 : 도로명으로 청중로를 고시

## 주요 경유지
- 부평구
  - 청천1동 - 청천2동

## 접촉하는 도로
- 산청로
- 마장로
- 안남로
- 평천로

## 주요 건물 및 시설
- 정일빌라 (청중로 68/청천동 174-1)
- 대우빌딩 (청중로 73/청천동 11-39)
- 영진아파트 (청중로 81/청천동 5-5)
- 삼성에센빌 (청중로 86/청천동 175)
- 삼성홈타운 (청중로 88/청천동 175-34)
- 미성연립 (청중로 89/청천동 5-3)